# Pat Walsh (Anwalt)
Pat Walsh ist ein australischer Anwalt und Osttimor-Aktivist. Er stammt aus South Purrumbete im australischen Bundesstaat Victoria.

## Werdegang
Walsh begann seinen Einsatz für die Rechte der Osttimoresen Mitte der 1970er-Jahre als Kaplan der Young Christian Students (YCS) und als Mitglied der Australia East Timor Association (AETA) in Melbourne. Ab 1978 war er durchgehend im von den christlichen Kirchen geförderten Action for World Development tätig. Anfang der 1980er-Jahre erhielt Walsh als Berater eine Anstellung beim Australian Council for Overseas Aid (ACFOA) für dessen Osttimor-Subkomitee. Folge seiner Arbeit war die Senatsuntersuchung zu Timor, die Unterstützung von Helfergruppen für osttimoresische Flüchtlinge, die Zusammenführung von Familien von Flüchtlingen in Australien und die Unterstützung der Christians in Solidarity with East Timor (CISET) und des Inside Indonesia magazine.
1985 wurde Walsh amtsführender Direktor des Menschenrechteprogramms der ACFOA, wo er die nächsten 15 Jahre weiter sich um Timor und andere Fälle von Menschenrechtsverletzungen in der Region kümmerte. dabei besuchte er auch Indonesien und ab 1989 auch Osttimor. Er schuf die East Timor Talks Campaign, unterstützte die Bildung des von Osttimoresen geführten East Timor Human Rights Centre in Melbourne und als es schließlich zum Unabhängigkeitsreferendum in Osttimor 1999 kam, war Walsh Mitglied der offiziellen australischen Wahlbeobachtermission.
2000 war Walsh Mitbegründer von CHART (Clearing House of Archival Records on Timor Inc.). Ab diesem Jahr lebte Walsh in Osttimor. Zunächst arbeitete er als Berater im Büro für Menschenrechte der Übergangsverwaltung der Vereinten Nationen für Osttimor (UNTAET), wo er maßgeblich an der Gründung der Empfangs-, Wahrheits- und Versöhnungskommission von Osttimor (CAVR) beteiligt war. Ab war Walsh Chefberater für das Post-CAVR-Sekretariat, dass für die Veröffentlichung des Berichts Chega! und das CAVR-Archiv zuständig war.
Seit 2010 lebt Walsh wieder in Melbourne. 2016 unterstützte Walsh die Regierung Osttimors bei der Gründung des Institutes Centro Nacional Chega! (CNC), das nun das Erbe der CAVR verwaltet.

## Familie
Walsh ist mit Annie Keogh verheiratet. Das Paar hat drei Töchter und einen Enkelsohn.

## Auszeichnungen
2009 erhielt Walsh von Osttimors Präsident José Ramos-Horta die Insígnia des Ordem de Timor-Leste. 2012 folgte der Order of Australia (AM) für seinen „Dienst an der internationalen Gemeinschaft in der Asien-Pazifik-Region, als ein Advokat für Menschenrechte, in Besonderem in Osttimor“.

## Veröffentlichungen
- East Timor’s Political Parties and Groupings Briefing Notes, Australian Council for Overseas Aid 2001 (Memento vom 1. Januar 2007 im Internet Archive) (englisch; MS Word; 174 kB)
- At the scene of the crime: Essays, reflections and poetry on East Timor, 1999-2010, Melbourne 2011.
- Stormy With a Chance of Fried Rice: Twelve Months in Jakarta, Jakarta 2015.
- Redeeming the past, 2017.
- Growing flowers in a prison, 2017.
- The Day Hope and History Rhymed in East Timor and Other East Timor Stories, Jakarta 2019.
- Australia’s illogic over Timor and West Papua, 2019.

- Komplette Liste der Publikationen